# Totonero 80
Totonero – afera we włoskiej piłce nożnej w roku 1980 związana z handlem meczami w Serie A i Serie B.
Pod koniec czerwca 1980 zapadły ostateczne kary dla klubów oraz zawodników i działaczy, którym udowodniono korupcję.

## Zasądzone kary
Ukarane kluby:
- A.C. Milan – degradacja do Serie B
- S.S. Lazio – degradacja do Serie B
- U.S. Avellino – minus 5 punktów kary w kolejnym sezonie Serie A
- Bologna FC – minus 5 punktów kary w kolejnym sezonie Serie A
- Perugia Calcio – minus 5 punktów kary w kolejnym sezonie Serie A
- U.S. Palermo – minus 5 punktów kary w kolejnym sezonie Serie B
- A.S. Taranto – minus 5 punktów kary w kolejnym sezonie Serie B

Ukarani prezesi klubów:
- Felice Colombo (prezes Milanu) – dożywotnia dyskwalifikacja
- Tommaso Fabretti (prezes Bolonii) – 1 rok dyskwalifikacji

Ukarani gracze:
- Claudio Pellegrini (US Avellino) – 6 lat dyskwalifikacji
- Massimo Cacciatori (S.S. Lazio) – 5 lat dyskwalifikacji
- Enrico Albertosi (A.C. Milan) – 4 lata dyskwalifikacji
- Bruno Giordano (S.S. Lazio) – 3,5 roku dyskwalifikacji
- Lionello Manfredonia (S.S. Lazio) – 3,5 roku dyskwalifikacji
- Carlo Petrini (Bologna FC) – 3,5 roku dyskwalifikacji
- Guido Magherini (U.S. Palermo) – 3,5 roku dyskwalifikacji
- Giuseppe Savoldi (Bologna FC) – 3,5 roku dyskwalifikacji
- Lionello Massimelli (U.S. Palermo) – 3 lata dyskwalifikacji
- Luciano Zecchini (Perugia Calcio) – 3 lata dyskwalifikacji
- Giuseppe Wilson (S.S. Lazio) – 3 lata dyskwalifikacji
- Paolo Rossi (Perugia Calcio) – 2 lata dyskwalifikacji
- Franco Cordova (U.S. Avellino) – 1 rok i 2 miesiące dyskwalifikacji
- Carlo Merlo (US Lecce) – 1 rok dyskwalifikacji
- Giorgio Morini (A.C. Milan) – 1 rok dyskwalifikacji
- Stefano Chiodi (A.C. Milan) – 6 miesięcy dyskwalifikacji
- Maurizio Montesi (S.S. Lazio) – 4 miesiące dyskwalifikacji
- Franco Colomba (Bologna FC) – 3 miesiące dyskwalifikacji
- Oscar Damiani (SSC Napoli) – 3 miesiące dyskwalifikacji